# Rinodina granulans
Rinodina granulans är en lavart som beskrevs av Vain. Rinodina granulans ingår i släktet Rinodina och familjen Physciaceae.   Inga underarter finns listade i Catalogue of Life.